# Оница, Николай
Николай Оница (род. 24 июня 1993 года) - румынский тяжелоатлет, бронзовый призёр чемпионата мира 2018 года, чемпион Европы 2018 года.

## Карьера
В 2017 году на чемпионате Европы в весе до 94 кг, Николай занял итоговое 13-е место набрав сумму 360 кг. 
На летней Универсиаде в Тайбэе, Николай занял итоговое 9-е место с общей суммой 356 кг.
На чемпионате Европы в Бухаресте в 2018 году румынский атлет одержал победу с суммой 381 кг, став чемпионом Европы.
В начале ноября 2018 года на чемпионате мира в Ашхабаде, румынский спортсмен, в весовой категории до 96 кг., завоевал бронзовую медаль чемпионата, набрав сумму 391 кг. 

## Спортивные результаты
| Год  | Соревнование     | Место проведения | Весовая категория | Рывок  | Толчок | Сумма двоеборья | Место |
| 2017 | Чемпионат Европы | Сплит            | до 94 кг          | 160 кг | 200 кг | 360 кг          | 13    |
| 2017 | Универсиада      | Тайбэй           | до 94 кг          | 156 кг | 200 кг | 356 кг          | 9     |
| 2018 | Чемпионат Европы | Бухарест         | до 94 кг          | 171 кг | 210 кг | 381 кг          | 1     |
| 2018 | Чемпионат мира   | Ашхабад          | до 96 кг          | 175 кг | 216 кг | 391 кг          | 3     |